# Coccinia longipetiolata
Coccinia longipetiolata là một loài thực vật có hoa trong họ Cucurbitaceae. Loài này được Chiov. mô tả khoa học đầu tiên năm 1932.